# Domenico Biondi
Domenico Biondi (Calvizzano, 11 dicembre 1855 – Siena, 27 aprile 1914) è stato un medico italiano.

## Biografia
Nato a Calvizzano l'11 dicembre 1855, frequentò la facoltà di medicina e chirurgia presso l'Università di Napoli, laureandosi nel 1880. L'interesse che, già da studente, aveva manifestato per l'anatomia patologica e per l'istologia, lo trattenne nell'ambiente universitario anche dopo la laurea: assistente del prof. D'Antona e del prof. Gallozzi sino al 1882. Nel 1883 divenne preparatore dell'istituto di anatomia patologica della università di Napoli, diretto da Otto von Schrön. Vinto un concorso di perfezionamento all'estero, nel 1884 si recò a Vienna e successivamente a Lipsia, Berlino e Pietroburgo, dedicandosi a studi di chirurgia, di embriologia, di batteriologia, ma soprattutto di anatomia e di istologia. Si perfezionò a tal punto in queste due ultime discipline che, dalla fine del 1886 al 1888, insegnò ufficialmente istologia normale presso l'istituto fisiologico di Breslavia, diretto da R. P. H. Heidenhain. Risale a questo periodo la messa a punto da parte di Biondi di una tecnica di colorazione istologica, che rientra tra le metodiche pancromatiche, basata sull'impiego del cosiddetto "reattivo del Biondi" (costituito da una miscela di verde di metile, di orange G e di fucsina acida) che è in grado di dare una doppia colorazione simultanea, in quanto i radicali acidi e basici dei substrati vengono evidenziati rispettivamente dal verde di metile e dalla fucsina: tale metodo può avere ancor oggi un certo valore cito-chimico per la sua proprietà, esercitata specialmente su cellule isolate, di differenziare i diversi componenti cellulari.
Tornato in Italia divenne aiuto di Loreta e  Novaro nella clinica chirurgica di Bologna, ove nel 1890 conseguì per titoli la docenza in patologia chirurgica. Incaricato dell'insegnamento di patologia chirurgica e medicina operatoria presso l'università di Bologna dal 1889, nel 1891 ottenne l'incarico della cattedra di clinica chirurgica a Cagliari; nel 1892 ne divenne, per concorso, titolare. Infine, nel 1899 ottenne il trasferimento alla cattedra di clinica chirurgica dell'università di Siena.
Autore di novantasei pubblicazioni scientifiche, in ambito chirurgico studiò le malformazioni del palato e della faccia, propose la cura della tubercolosi dell'epididimo con iniezioni endodeferenziali di sostanze iodate, ideò un metodo di esclusione pilorica mediante la rimozione di un anello di mucosa gastro-pilorica.
Morì a Siena il 27 aprile del 1914.

## Opere
Tra la varie pubblicazioni ricordiamo:
- Contributo alla plastica endoorale, Napoli 1897
- Contributo alla blefaro e rinoplastica, Siena 1907
- Note su alcune osservazioni di patologia e di clinica chirurgica, Bologna 1892
- Ulteriori osservazioni clinico-sperimentali intorno alla chirurgia gastrica, Roma 1913